# Barra do Bugres
Barra do Bugres est une municipalité brésilienne située dans l'État du Mato Grosso.